# Lijst van voetbalinterlands Australië - Indonesië
Deze lijst van voetbalinterlands is een overzicht van alle officiële voetbalwedstrijden tussen de nationale teams van Australië en Indonesië. De landen speelden tot op heden negentien keer tegen elkaar. De eerste ontmoeting, een vriendschappelijke wedstrijd, vond plaats in Jakarta op 17 november 1967. Het laatste duel, een kwalificatiewedstrijd voor het Wereldkampioenschap voetbal 2026, werd gespeeld op 20 maart 2025 in Sydney.

## Wedstrijden
| №  | Plaats    | Datum             | Competitie                 | Wedstrijd             | Uitslag |
| -- | --------- | ----------------- | -------------------------- | --------------------- | ------- |
| 1  | Jakarta   | 17 november 1967  | Vriendschappelijk          | Indonesië − Australië | 0 − 2   |
| 2  | Jakarta   | 7 oktober 1972    | Vriendschappelijk          | Indonesië − Australië | 1 − 4   |
| 3  | Sydney    | 13 maart 1973     | WK 1974 kwalificatie       | Australië − Indonesië | 2 − 1   |
| 4  | Sydney    | 24 maart 1973     | WK 1974 kwalificatie       | Australië − Indonesië | 6 − 0   |
| 5  | Jakarta   | 21 mei 1974       | Vriendschappelijk          | Indonesië − Australië | 1 − 2   |
| 6  | Jakarta   | 20 oktober 1976   | Vriendschappelijk          | Indonesië − Australië | 1 − 1   |
| 7  | Jakarta   | 7 december 1980   | Vriendschappelijk          | Indonesië − Australië | 1 − 1   |
| 8  | Melbourne | 20 mei 1981       | WK 1982 kwalificatie       | Australië − Indonesië | 2 − 0   |
| 9  | Soerabaja | 30 augustus 1981  | WK 1982 kwalificatie       | Indonesië − Australië | 1 − 0   |
| 10 | Singapore | 13 oktober 1982   | Vriendschappelijk          | Indonesië − Australië | 0 − 2   |
| 11 | Singapore | 14 oktober 1984   | Vriendschappelijk          | Australië − Indonesië | 2 − 1   |
| 12 | Jakarta   | 25 augustus 1990  | Vriendschappelijk          | Indonesië − Australië | 0 − 3   |
| 13 | Jakarta   | 14 augustus 1992  | Vriendschappelijk          | Indonesië − Australië | 0 − 3   |
| 14 | Perth     | 29 maart 2005     | Vriendschappelijk          | Australië − Indonesië | 3 − 0   |
| 15 | Jakarta   | 28 januari 2009   | Azië Cup 2011 kwalificatie | Indonesië − Australië | 0 − 0   |
| 16 | Brisbane  | 3 maart 2010      | Azië Cup 2011 kwalificatie | Australië − Indonesië | 1 − 0   |
| 17 | Ar Rayyan | 28 januari 2024   | Azië Cup 2023              | Australië − Indonesië | 4 − 0   |
| 18 | Jakarta   | 10 september 2024 | WK 2026 kwalificatie       | Indonesië – Australië | 0 − 0   |
| 19 | Sydney    | 20 maart 2025     | WK 2026 kwalificatie       | Australië – Indonesië | 5 − 1   |

## Samenvatting
| Competitie            | Totaal gespeeld | Winst Australië | Gelijk | Winst Indonesië | Doelsaldo Australië – Indonesië |
| --------------------- | --------------- | --------------- | ------ | --------------- | ------------------------------- |
| WK-kwalificatie       | 6               | 4               | 1      | 1               | 15 − 3                          |
| Azië Cup              | 1               | 1               | 0      | 0               | 4 − 0                           |
| Azië Cup-kwalificatie | 2               | 1               | 1      | 0               | 1 − 0                           |
| Vriendschappelijk     | 10              | 8               | 2      | 0               | 23 − 5                          |
| Totaal                | 19              | 14              | 4      | 1               | 43 − 8                          |

Wedstrijden bepaald door strafschoppen worden, in lijn met de FIFA, als een gelijkspel gerekend.